# Живу в красном свете
Живу в красном свете (исп. Al rojo vivo) — мексиканская мелодрама, состоящая из 180 серий, с элементами драмы 1980 года, производства Televisa.

## Сюжет
Дон Хулио Сеговия — миллионер-холостяк, живёт в своём особняке вместе с племянницей Тиной, амбициозной и заинтересованной девушкой, желающей унаследовать всё после смерти своего дяди. Дон Хулио, в свою очередь, знает, что его племянница лицемерка и завещает всё состояние Хорхе. У Тины появился хитроумный план соблазнить Хорхе, чтобы наследство досталось ей.

## Создатели телесериала

### В ролях
- Альма Муриэль† - Лилиана Манрике Кармона
- Франк Моро† - Хорхе Армандо Перальта Моран
- Сильвия Паскель - Тина Сеговия/Лурдес
- Карлос Ансира† - Франсиско Пеньяранда Руедас
- Виктория Руффо - Альма Альварес
- Мигель Пальмер - Альфредо Альварес
- Хосе Мария Наполеон - Бенито
- Аарон Эрнан - Хулио Сеговия Линарес-Монтеро
- Глория Марин† - Маргарита
- Летисия Пердигон - Эмилия Перальта Моран
- Эмилия Карранса - Лаура
- Малена Дория† - Аделаида
- Игнасио Рубиэль - Начо
- Альваро Давила - Альваро
- Роберто Антунес - Филиберто
- Антонио Валенсия†
- Ада Карраско†
- Густаво дель Кастильо
- Эктор Флорес
- Антонио Мигель

### Административная группа
- оригинальный текст: Мария Сараттини
- либретто: Хосе Рендон
- режиссёр-постановщик: Альфредо Салданья
- исполнительный продюсер: Эрнесто Алонсо

## Награды и премии

### ACE
| Год  | Номинация    | Персона    | Итоги премии |
| ---- | ------------ | ---------- | ------------ |
| 1982 | Лучший актёр | Франк Моро | ПОБЕДА       |